# Плениснер, Фёдор Христианович
Фёдор Христианович (Фридрих Христиан) Плениснер (около 1711 — после 1779) — мореплаватель, участник Великой Северной экспедиции в составе отряда Беринга-Чирикова, занимался организацией сухопутных и морских экспедиций по исследованию Чукотки, Медвежьих и Курильских островов, акватории Охотского и Берингово морей. Главный командир Анадырского острога, начальник Охотско-Камчатского края, командир Охотского порта, полковник.

## Биография
Фридрих Христиан Плениснер происходил из «курляндского шляхетства», родился около 1711 года в Митаве (по другим данным в Риге) в семье немецкого музыканта. В 1730—1735 годах служил капралом в конной лейб-гвардии. В 1737 году «..по учинении ему за некоторую ево вину вместо кнута наказанье плетьми послан в Сибирь в охоцкий порт на житье вечно и по определению ево там в службу». Будучи проездом в Якутске, познакомился с В. И. Берингом и по его ходатайству назначен начальником артиллерии Охотского порта в звании капрала.
Участие во Второй Камчатской экспедиции

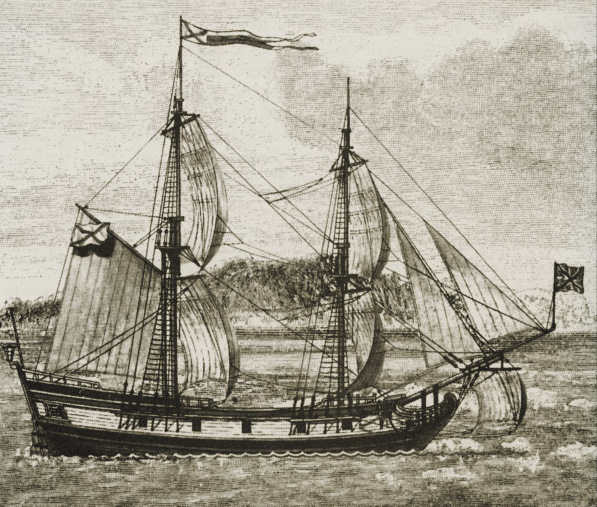
Пакетбот «Святой Пётр» на рисунке XIX века

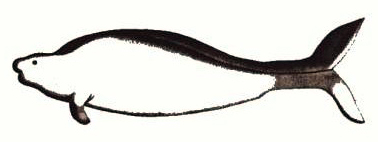
Зарисовка самки стеллеровой коровы. Считается единственным изображением коровы, сделанным с натуры Ф. Х. Плениснером

В 1738 году Плениснер был определён кондуктором в состав Второй Камчатской экспедиции , 9 (20) февраля 1740 года включён руководителем экспедиции в отряд Беринга-Чирикова «за живописца». В 1741 году на пакетботе «Святой Пётр» под командованием В. И. Беринга плавал к берегам Северной Америки. В экспедиции раскрашивал пакетботы и малые боты, рисовал морское побережье от Охотска до Петропавловска и в заливе Аляска, занимался составлением карт, делал зарисовки с натуры аборигенов и представителей морской фауны. Возможно, ему единственному удалось зарисовать с натуры стеллерову корову. Зимовал на острове, впоследствии получившем название остров Беринга. 28 ноября (9 декабря) 1741 года поднявшийся ветер выбросил пакетбот на берег и разбил его. Во время зимовки Плениснер был одним из немногих, кто до конца оставался на ногах, ходил на охоту, обеспечивал больных цингой участников экспедиции пищей, водой и топливом. На острове от цинги умерли 19 членов экипажа, а 8 (19) декабря умер руководитель экспедиции Витус Беринг. В 1742 году из обломков пакетбота «Святой Пётр» был построен одноимённый гукор, на котором выжившим членам экипажа, в том числе Плениснеру, удалось вернуться на Камчатку.

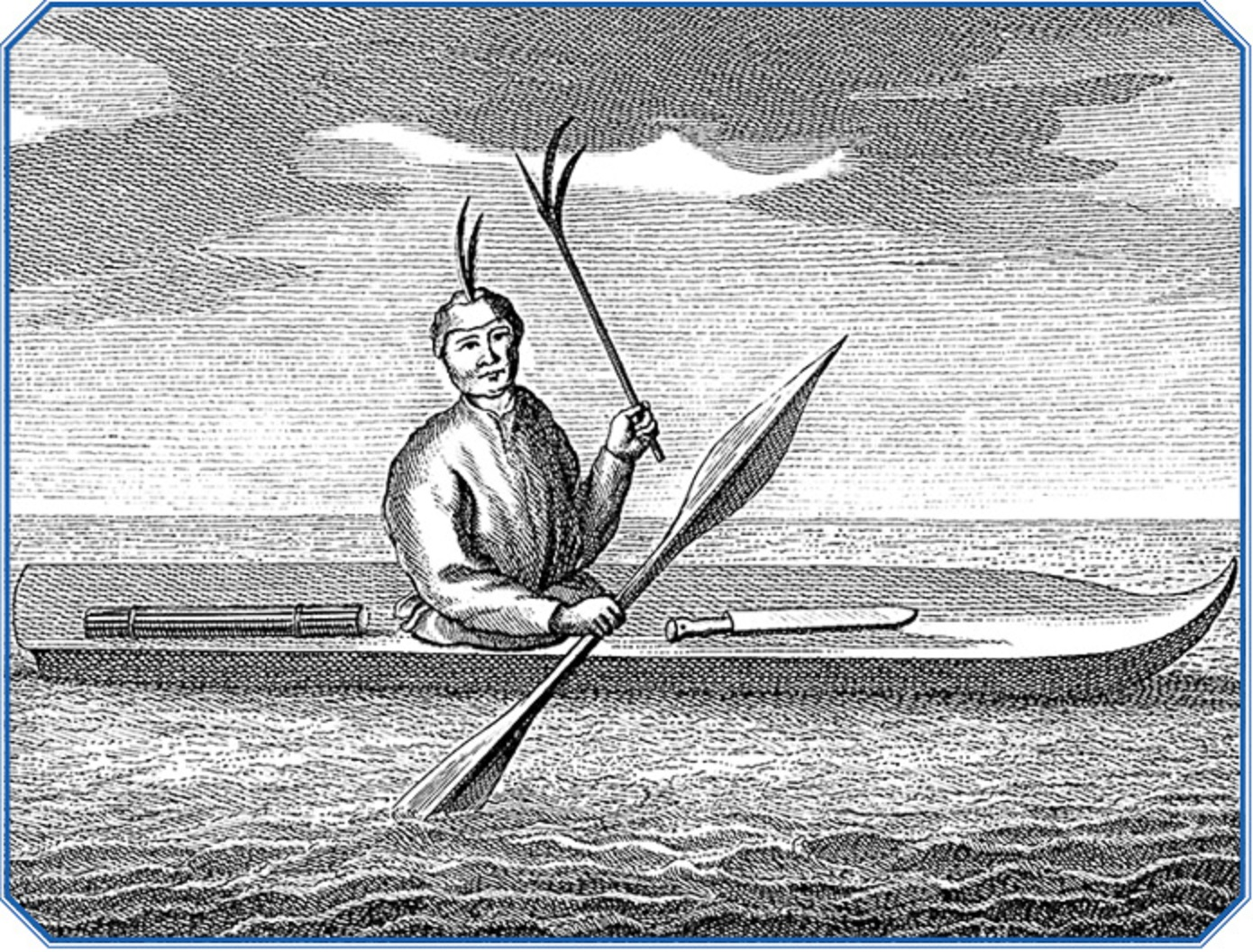
«Алеут в байдаре с Шумагинских островов». Гравюра по рисунку Ф. Плениснера

По возвращении на Камчатку Плениснер получил указ от 20 (31) марта 1741 года о своем освобождении из ссылки и 31 августа (11 сентября) 1742 года уехал в Москву. В 1745 году был произведён в поручики с назначением в гарнизонный полк, в 1745 году в чине капитана служил в Вятском полку, с 1753 года — премьер-майором Якутского пехотного полка.
Главный командир Анадырского острога и Охотского порта
В 1759 году Плениснер подал рапорт об отставке и для получения её отправился в Санкт-Петербург. Будучи проездом в Тобольске, встретился с сибирским губернатором Ф. И. Соймоновым, который предложил ему возглавить Анадырскую партию. 3 (14) января 1761 года Плениснер был утверждён Сенатом «анадырским главным командиром в звании подполковника с двойным окладом жалования и пятилетним сроком службы».
6 января 1763 года Плениснер с командой из 195 солдат и казаков прибыл в Анадырь. Ознакомившись с состоянием дел в остроге и деятельностью Анадырской партии, 31 октября (11 ноября) 1763 года отправил Соймонову донесение о необходимости закрыть острог из-за убытков. Данное предложение было поддержано губернатором и Сенатом, 21 мая (1 июня) 1764 года императрица Екатерина II утвердила решение о закрытии Анадырского острога, а Плениснера пожаловала в полковники. Плениснер оставленный в должности для окончательного закрытия острога и партии, получил указание Соймонова исполнять обязанности командира Охотского порта, сменив капитана 3 ранга В. А. Ртищева. 15 (26) сентября 1764 года вступил в должность начальника порта, с 1765 по 1771 год являлся начальником Охотско-Камчатского края.
Плениснер, согласно инструкции Соймонова, занимался организацией сухопутных и морских экспедиций по исследованию Чукотки, Медвежьих и Курильских островов, акватории Охотского и Берингова морей: в 1763 и 1764 годах направил экспедицию сержанта С. Андреева на Медвежьи острова; в 1763 году Плениснер вместе с Т. И. Шмалевым лично прошёл на байдарках в низовья реки Анадырь, провёл съемку и описал реку от острога до устья; обеспечил формирование и отправку экспедиции лейтенанта И. Б. Синдта на галиоте «Святой Павел» на Чукотку и к бергам Северной Америки в 1765—1766 годах; в 1766 году направил казачьего сотника И. Черных на Курильские острова, собранную сотником этнографическую коллекцию Ф. Плениснер переслал в Петербургскую академию наук; готовил экспедицию геодезистов И. Леонтьева, И. Лысова и А. Пушкарева на Медвежьи острова (в 1769—1771 годах). В то же время, поссорившись с капитаном 2 ранга П. К. Креницыным, халатно выполнял указания Сената от 26 июля (6 августа) 1768 года об оказании содействия в подготовке его экспедиции для обследования Алеутских островов. В 1769 году организовал строительство купеческих судов на р. Кухтуй.

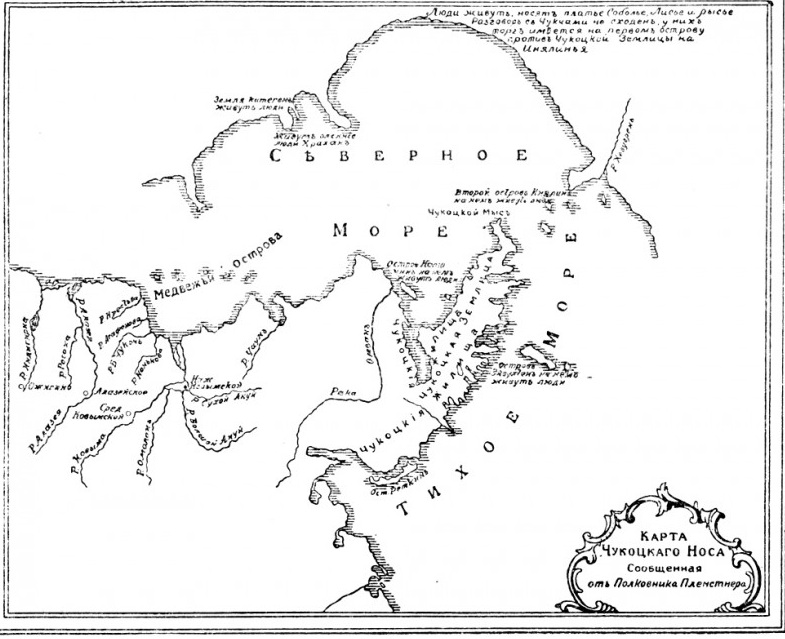
Карта Чукотской земли, составленная Плениснером в 1763 году

Ф. Плениснер являлся автором ряда трудов, связанных с анализом и обобщением этнографических, географических и исторических сведений о северо-востоке: «Карта Чукотской земли, составленная Плениснером в 1763 г.», «Река Анадырь по описям Лаптева и Плениснера, 1742 и 1763 г.»; очерки о Камчатке, о реке Анадырь и Анадырском крае; географические карты северо-востока России XVIII века.
29 февраля (11 марта) 1772 года указом Сената Плениснер по обвинению в перлюстрации корреспонденции начальника «секретной» северо-тихоокеанской экспедиции П. К. Креницына и ещё по восьми пунктам обвинения был уволен со службы (по прошению). 9 (20) июня 1772 года сдав дела начальника порта В. Зубрицкому уехал из Охотска в Иркутск, где проходило следствие по его делу. В 1774 году был освобождён от суда, переехал к жене Аграфене и семье в Тобольск. 17 (28) февраля 1779 года согласно сенатского указа была назначена пенсия в 200 рублей. Переехал в Санкт-Петербург, где вскоре умер.